# Giải vô địch bóng đá Đông Nam Á 2008 (Bảng B)
Dưới đây là thông tin chi tiết về các trận đấu trong khuôn khổ bảng B - Giải vô địch bóng đá Đông Nam Á 2008, là một trong hai bảng đấu thuộc AFF Suzuki Cup 2008. Trận đầu tiên của bảng diễn ra vào ngày mùng 6 tháng 12 năm 2008, và hai trận đấu cuối cùng được đá vào ngày mùng 10 tháng 12. Tất cả sáu trận đấu thuộc bảng B đều diễn ra tại Phuket, Thái Lan. Ban đầu giải dự định được tổ chức tại Bangkok, nhưng do cuộc khủng hoảng chính trị tại Thái Lan lan rộng vào thời điểm trước ngày khai mạc giải gần nửa tháng, tình hình an ninh ở thủ đô quốc gia này không được đảm bảo, sân bay Suvarnabhumi phải đóng cửa tạm thời, nên Hiệp hội bóng đá Thái Lan quyết định chuyển địa điểm thi đấu xuống Phuket.Bảng đấu có sự góp mặt của đội đồng chủ nhà Thái Lan, cùng ba đội bóng khác là Việt Nam, Malaysia và Lào. Kết thúc vòng loại, tuyển Thái Lan và Việt Nam cùng dắt tay nhau vào vòng bán kết.
| Đội tuyển | St | T | H | B | Bt | Bb | Hs  | Điểm |
| --------- | -- | - | - | - | -- | -- | --- | ---- |
| Thái Lan  | 3  | 3 | 0 | 0 | 11 | 0  | +11 | 9    |
| Việt Nam  | 3  | 2 | 0 | 1 | 7  | 4  | +3  | 6    |
| Malaysia  | 3  | 1 | 0 | 2 | 5  | 6  | −1  | 3    |
| Lào       | 3  | 0 | 0 | 3 | 0  | 13 | −13 | 0    |

Giờ thi đấu tính theo giờ địa phương (UTC+7)
Tóm tắt các trận đấu
| Malaysia                        | 3 – 0    | Lào |
| ------------------------------- | -------- | --- |
| Sali 68', 87' · Indra Putra 73' | Chi tiết |     |

| Thái Lan                     | 2 – 0    | Việt Nam |
| ---------------------------- | -------- | -------- |
| Suksomkit 34' · Nutnum 45+2' | Chi tiết |          |

| Malaysia            | 2 – 3    | Việt Nam                                       |
| ------------------- | -------- | ---------------------------------------------- |
| Indra Putra 20' 85' | Chi tiết | Phạm Thành Lương 17' · Nguyễn Vũ Phong 73' 88' |

| Lào | 0 – 6    | Thái Lan                                                              |
| --- | -------- | --------------------------------------------------------------------- |
|     | Chi tiết | Rangsiyo 19' · Phetphun 30' · Sunthornpit 40' 52' · Sangsanoi 79' 89' |

| Thái Lan                       | 3 – 0    | Malaysia |
| ------------------------------ | -------- | -------- |
| Suksomkit 23' · Dangda 46' 76' | Chi tiết |          |

| Việt Nam                                                                                   | 4 – 0    | Lào |
| ------------------------------------------------------------------------------------------ | -------- | --- |
| Nguyễn Việt Thắng 49' · Phạm Thành Lương 63' · Huỳnh Quang Thanh 66' · Phan Thanh Bình 81' | Chi tiết |     |

## Malaysia - Lào
| Malaysia                       | 3 – 0    | Lào |
| ------------------------------ | -------- | --- |
| Sali 68' 87' · Indra Putra 73' | Chi tiết |     |

| Malaysia | Lào |

| MALAYSIA:               |    |                                |     |     |
|                         |    |                                |     |     |
| TM                      | 22 | Mohd Helmi Eliza Elias         |     |     |
| HV                      | 5  | Norhafiz Zamani Misbah         |     |     |
| HV                      | 7  | Mohd Aidil Zafuan Abdul Radzak | 90' |     |
| HV                      | 15 | Mohd Daudsu Jamaluddin         |     |     |
| HV                      | 4  | Mohd Asraruddin Putra Omar     |     |     |
| TV                      | 27 | Mohd Amirul Hadi Zainal        |     | 55' |
| TV                      | 12 | Muhammad Shukor Adan           |     |     |
| TV                      | 19 | Mohammad Hardi Jaafar          |     | 58' |
| TV                      | 14 | Mohd Khyril Muhymeen Zambri    |     |     |
| TĐ                      | 13 | Indra Putra Mahayuddin         |     |     |
| TĐ                      | 20 | Hairuddin Omar                 |     | 86' |
| Vào thay người:         |    |                                |     |     |
| TĐ                      | 10 | Mohd Safee Mohd Sali           |     | 55' |
| TĐ                      | 8  | Mohd Zaquan Adha Abdul Radzak  |     | 58' |
| HV                      | 26 | Muhammad Juzaili Samion        |     | 86' |
| Huấn luyện viên trưởng: |    |                                |     |     |
| B. Sathianathan         |    |                                |     |     |

| LÀO:                    |    |                             |     |     |
|                         |    |                             |     |     |
| TM                      | 1  | Sengphachan Bounthisanh     |     |     |
| HV                      | 13 | Kaysone Soukhavong          |     | 70' |
| HV                      | 6  | Chandalaphone Liemvisay     | 73' |     |
| HV                      | 2  | Saynakhonevieng Phommapanya |     |     |
| HV                      | 16 | Vongphet Sylisay            |     |     |
| HV                      | 4  | Ketsada Souksavanh          |     |     |
| TV                      | 12 | Phayvanh Louanglath         |     |     |
| TV                      | 5  | Kovanh Namthavixay          |     |     |
| TV                      | 7  | Sounthalay Xaysongkham      |     | 66' |
| TĐ                      | 9  | Visay Phaphouvaninh         |     | 62' |
| TĐ                      | 8  | Lamnoum Singto              |     |     |
| Vào thay người:         |    |                             |     |     |
| TV                      | 17 | Sangvone Phimmasen          |     | 62' |
| TĐ                      | 11 | Viengsavanh Sayyaboun       |     | 66' |
| HV                      | 3  | Kitsada Thongkhen           |     | 70' |
| Huấn luyện viên trưởng: |    |                             |     |     |
| Saysana Savatdy         |    |                             |     |     |

## Thái Lan - Việt Nam
| Thái Lan                     | 2 – 0    | Việt Nam |
| ---------------------------- | -------- | -------- |
| Suksomkit 34' · Nutnum 45+2' | Chi tiết |          |

| Thái Lan | Việt Nam |

| THÁI LAN:               |    |                       |     |     |
|                         |    |                       |     |     |
| TM                      | 1  | Kittisak Rawangpa     |     |     |
| HV                      | 2  | Suree Sukha           |     |     |
| HV                      | 15 | Surat Sukha           | 42' |     |
| HV                      | 12 | Natthaphong Samana    |     |     |
| HV                      | 4  | Cholratit Jantakam    |     |     |
| HV                      | 6  | Nattaporn Phanrit     | 17' |     |
| TV                      | 7  | Datsakorn Thonglao    |     | 73' |
| TV                      | 8  | Suchao Nutnum         |     |     |
| TV                      | 17 | Sutee Suksomkit       |     | 76' |
| TĐ                      | 14 | Teerathep Winothai    |     |     |
| TĐ                      | 10 | Teerasil Dangda       |     | 69' |
| Vào thay người:         |    |                       |     |     |
| TV                      | 11 | Tana Chanabut         |     | 69' |
| TV                      | 19 | Pichitphong Choeichiu |     | 73' |
| TV                      | 16 | Arthit Sunthornpit    |     | 76' |
| Huấn luyện viên trưởng: |    |                       |     |     |
| Peter Reid              |    |                       |     |     |

| VIỆT NAM:               |    |                    |     |     |
|                         |    |                    |     |     |
| TM                      | 1  | Dương Hồng Sơn     |     |     |
| HV                      | 2  | Đoàn Việt Cường    |     |     |
| HV                      | 16 | Huỳnh Quang Thanh  |     |     |
| HV                      | 7  | Vũ Như Thành       |     |     |
| HV                      | 3  | Nguyễn Minh Đức    |     |     |
| TV                      | 12 | Nguyễn Minh Phương |     |     |
| TV                      | 22 | Phan Văn Tài Em    |     |     |
| TV                      | 19 | Phạm Thành Lương   | 34' | 68' |
| TV                      | 14 | Lê Tấn Tài         |     | 73' |
| TĐ                      | 9  | Lê Công Vinh       |     |     |
| TĐ                      | 21 | Nguyễn Việt Thắng  | 32' | 66' |
| Vào thay người:         |    |                    |     |     |
| TĐ                      | 13 | Nguyễn Quang Hải   |     | 66' |
| TV                      | 17 | Nguyễn Vũ Phong    |     | 68' |
| TV                      | 8  | Thạch Bảo Khanh    |     | 73' |
| Huấn luyện viên trưởng: |    |                    |     |     |
| Henrique Calisto        |    |                    |     |     |

## Malaysia - Việt Nam
| Malaysia            | 2 – 3    | Việt Nam                                       |
| ------------------- | -------- | ---------------------------------------------- |
| Indra Putra 20' 85' | Chi tiết | Phạm Thành Lương 17' · Nguyễn Vũ Phong 73' 88' |

| Malaysia | Việt Nam |

| MALAYSIA:               |    |                                |     |     |
|                         |    |                                |     |     |
| TM                      | 22 | Mohd Helmi Eliza Elias         |     |     |
| HV                      | 5  | Norhafiz Zamani Misbah         |     |     |
| HV                      | 7  | Mohd Aidil Zafuan Abdul Radzak |     |     |
| HV                      | 15 | Mohd Daudsu Jamaluddin         |     | 58' |
| HV                      | 4  | Mohd Asraruddin Putra Omar     |     |     |
| TV                      | 27 | Mohd Amirul Hadi Zainal        |     |     |
| TV                      | 12 | Muhammad Shukor Adan           | 34' |     |
| TĐ                      | 8  | Mohd Zaquan Adha Abdul Radzak  |     | 90' |
| TĐ                      | 13 | Indra Putra Mahayuddin         |     |     |
| TĐ                      | 20 | Hairuddin Omar                 |     | 70' |
| TĐ                      | 10 | Mohd Safee Mohd Sali           |     |     |
| Vào thay người:         |    |                                |     |     |
| HV                      | 26 | Muhammad Juzaili Samion        |     | 58' |
| TV                      | 19 | Mohammad Hardi Jaafar          |     | 70' |
| TV                      | 14 | Mohd Khyril Muhymeen Zambri    |     | 90' |
| Huấn luyện viên trưởng: |    |                                |     |     |
| B. Sathianathan         |    |                                |     |     |

| VIỆT NAM:               |    |                    |     |     |
|                         |    |                    |     |     |
| TM                      | 1  | Dương Hồng Sơn     |     |     |
| HV                      | 2  | Đoàn Việt Cường    |     | 66' |
| HV                      | 16 | Huỳnh Quang Thanh  |     |     |
| HV                      | 7  | Vũ Như Thành       |     |     |
| HV                      | 3  | Nguyễn Minh Đức    |     |     |
| TV                      | 12 | Nguyễn Minh Phương |     | 56' |
| TV                      | 22 | Phan Văn Tài Em    |     |     |
| TV                      | 19 | Phạm Thành Lương   |     |     |
| TV                      | 10 | Trần Trường Giang  | 66' |     |
| TĐ                      | 9  | Lê Công Vinh       |     |     |
| TĐ                      | 21 | Nguyễn Việt Thắng  |     |     |
| Vào thay người:         |    |                    |     |     |
| TV                      | 17 | Nguyễn Vũ Phong    |     | 56' |
| HV                      | 11 | Lê Quang Cường     |     | 66' |
| Huấn luyện viên trưởng: |    |                    |     |     |
| Henrique Calisto        |    |                    |     |     |

## Lào - Thái Lan
| Lào | 0 – 6    | Thái Lan                                                              |
| --- | -------- | --------------------------------------------------------------------- |
|     | Chi tiết | Rangsiyo 19' · Phetphun 30' · Sunthornpit 40' 52' · Sangsanoi 79' 89' |

| Lào | Thái Lan |

| LÀO:                    |    |                             |     |     |
|                         |    |                             |     |     |
| TM                      | 1  | Sengphachan Bounthisanh     |     |     |
| HV                      | 13 | Kaysone Soukhavong          |     | 45' |
| HV                      | 6  | Chandalaphone Liemvisay     | 13' |     |
| HV                      | 2  | Saynakhonevieng Phommapanya |     |     |
| HV                      | 16 | Vongphet Sylisay            |     |     |
| HV                      | 4  | Ketsada Souksavanh          |     | 34' |
| HV                      | 3  | Kitsada Thongkhen           |     |     |
| TV                      | 5  | Kovanh Namthavixay          | 89' |     |
| TV                      | 7  | Sounthalay Xaysongkham      |     |     |
| TV                      | 17 | Sangvone Phimmasen          |     |     |
| TĐ                      | 11 | Viengsavanh Sayyaboun       |     |     |
| Vào thay người:         |    |                             |     |     |
| TV                      | 12 | Phayvanh Louanglath         | 34' | 55' |
| TĐ                      | 8  | Lamnoum Singto              |     | 45' |
| TĐ                      | 9  | Visay Phaphouvaninh         |     | 55' |
| Huấn luyện viên trưởng: |    |                             |     |     |
| Saysana Savatdy         |    |                             |     |     |

| THÁI LAN:               |    |                         |  |     |
|                         |    |                         |  |     |
| TM                      | 18 | Kosin Hathairattanakool |  |     |
| HV                      | 2  | Suree Sukha             |  | 45' |
| HV                      | 3  | Patiparn Phetphun       |  |     |
| HV                      | 5  | Niweat Siriwong         |  |     |
| HV                      | 22 | Rangsan Viwatchaichok   |  |     |
| TV                      | 19 | Pichitphong Choeichiu   |  |     |
| TV                      | 11 | Tana Chanabut           |  | 71' |
| TV                      | 16 | Arthit Sunthornpit      |  | 82' |
| TV                      | 21 | Salahudin Arware        |  |     |
| TĐ                      | 9  | Ronnachai Rangsiyo      |  |     |
| TĐ                      | 13 | Anon Sangsanoi          |  |     |
| Vào thay người:         |    |                         |  |     |
| HV                      | 20 | Panupong Wongsa         |  | 45' |
| TĐ                      | 14 | Teerathep Winothai      |  | 71' |
| HV                      | 12 | Natthaphong Samana      |  | 82' |
| Huấn luyện viên trưởng: |    |                         |  |     |
| Peter Reid              |    |                         |  |     |

## Thái Lan - Malaysia
| Thái Lan                       | 3 – 0    | Malaysia |
| ------------------------------ | -------- | -------- |
| Suksomkit 23' · Dangda 46' 76' | Chi tiết |          |

| Thái Lan | Malaysia |

| THÁI LAN:               |    |                       |     |     |
|                         |    |                       |     |     |
| TM                      | 1  | Kittisak Rawangpa     | 74' |     |
| HV                      | 2  | Suree Sukha           | 62' |     |
| HV                      | 15 | Surat Sukha           |     | 55' |
| HV                      | 12 | Natthaphong Samana    |     |     |
| HV                      | 4  | Cholratit Jantakam    |     |     |
| HV                      | 6  | Nattaporn Phanrit     |     | 54' |
| TV                      | 7  | Datsakorn Thonglao    |     |     |
| TV                      | 8  | Suchao Nutnum         |     |     |
| TV                      | 17 | Sutee Suksomkit       |     |     |
| TĐ                      | 14 | Teerathep Winothai    |     | 61' |
| TĐ                      | 10 | Teerasil Dangda       |     |     |
| Vào thay người:         |    |                       |     |     |
| HV                      | 3  | Patiparn Phetphun     |     | 54' |
| HV                      | 22 | Rangsan Viwatchaichok |     | 55' |
| TĐ                      | 9  | Ronnachai Rangsiyo    |     | 61' |
| Huấn luyện viên trưởng: |    |                       |     |     |
| Peter Reid              |    |                       |     |     |

| MALAYSIA:               |    |                                |     |  |
|                         |    |                                |     |  |
| TM                      | 1  | Syed Adney Syed Hussein        |     |  |
| HV                      | 5  | Norhafiz Zamani Misbah         |     |  |
| HV                      | 7  | Mohd Aidil Zafuan Abdul Radzak |     |  |
| HV                      | 4  | Mohd Asraruddin Putra Omar     |     |  |
| HV                      | 26 | Muhammad Juzaili Samion        | 6'  |  |
| TV                      | 27 | Mohd Amirul Hadi Zainal        |     |  |
| TV                      | 12 | Muhammad Shukor Adan           |     |  |
| TĐ                      | 13 | Indra Putra Mahayuddin         | 8'  |  |
| TĐ                      | 20 | Hairuddin Omar                 |     |  |
| TĐ                      | 10 | Mohd Safee Mohd Sali           | 90' |  |
| TĐ                      | 8  | Mohd Zaquan Adha Abdul Radzak  | 72' |  |
| Huấn luyện viên trưởng: |    |                                |     |  |
| B. Sathianathan         |    |                                |     |  |

## Việt Nam - Lào
| Việt Nam                                                                                   | 4 – 0    | Lào |
| ------------------------------------------------------------------------------------------ | -------- | --- |
| Nguyễn Việt Thắng 49' · Phạm Thành Lương 63' · Huỳnh Quang Thanh 66' · Phan Thanh Bình 81' | Chi tiết |     |

| Việt Nam | Lào |

| VIỆT NAM:               |    |                    |     |     |
|                         |    |                    |     |     |
| TM                      | 1  | Dương Hồng Sơn     |     |     |
| HV                      | 4  | Lê Phước Tứ        | 79' |     |
| HV                      | 16 | Huỳnh Quang Thanh  |     |     |
| HV                      | 7  | Vũ Như Thành       |     |     |
| HV                      | 11 | Lê Quang Cường     | 13' |     |
| TV                      | 12 | Nguyễn Minh Phương |     |     |
| TV                      | 8  | Thạch Bảo Khanh    |     | 54' |
| TV                      | 5  | Nguyễn Minh Châu   |     |     |
| TV                      | 17 | Nguyễn Vũ Phong    |     | 88' |
| TĐ                      | 9  | Lê Công Vinh       |     | 46' |
| TĐ                      | 18 | Phan Thanh Bình    |     |     |
| Vào thay người:         |    |                    |     |     |
| TĐ                      | 21 | Nguyễn Việt Thắng  |     | 46' |
| TV                      | 19 | Phạm Thành Lương   |     | 54' |
| TĐ                      | 13 | Nguyễn Quang Hải   |     | 88' |
| Huấn luyện viên trưởng: |    |                    |     |     |
| Henrique Calisto        |    |                    |     |     |

| LÀO:                    |    |                             |  |     |
|                         |    |                             |  |     |
| TM                      | 22 | Toulakham Sitthidaphone     |  |     |
| HV                      | 13 | Kaysone Soukhavong          |  | 52' |
| HV                      | 2  | Saynakhonevieng Phommapanya |  | 74' |
| HV                      | 3  | Kitsada Thongkhen           |  |     |
| HV                      | 18 | Keovisiane Keovilay         |  |     |
| TV                      | 12 | Phayvanh Louanglath         |  |     |
| TV                      | 5  | Kovanh Namthavixay          |  |     |
| TV                      | 7  | Sounthalay Xaysongkham      |  |     |
| TĐ                      | 9  | Visay Phaphouvaninh         |  | 76' |
| TĐ                      | 8  | Lamnoum Singto              |  |     |
| TĐ                      | 11 | Viengsavanh Sayyaboun       |  |     |
| Vào thay người:         |    |                             |  |     |
| TV                      | 17 | Sangvone Phimmasen          |  | 52' |
| HV                      | 14 | Saychon Khunsamnarn         |  | 74' |
| TV                      | 10 | Nicksand Somvong            |  | 76' |
| Huấn luyện viên trưởng: |    |                             |  |     |
| Saysana Savatdy         |    |                             |  |     |